# Militaire Orde van Verdienste (Iran)
De Militaire Orde van Verdienste was een van de ridderorden of orden van verdienste van het keizerrijk Iran onder de dynastie der Pahlavi. Het kleinood was een kruis met drie afgeronde hemelsblauw geëmailleerde armen. In het centrale medaillon is een keizerlijke kroon afgebeeld op een purperen achtergrond. Achter de armen en het medaillon liggen zilveren palmtakken en gekruiste kromzwaarden. Het kleinood heeft geen verhoging. Het lint is lichtblauw met brede rode biezen.
Samen met alle andere keizerlijke ridderorden werd de orde na de islamitische revolutie van 1979 afgeschaft.

## Graden
- Eerste Klasse
- Tweede Klasse
- Derde Klasse

| Batons van de Militaire Orde van Verdienste | Batons van de Militaire Orde van Verdienste | Batons van de Militaire Orde van Verdienste |
| ------------------------------------------- | ------------------------------------------- | ------------------------------------------- |
| Geen afbeelding Derde Klasse                | Tweede Klasse                               | Eerste Klasse                               |